# Луций Антоний
Лу́ций Анто́ний (лат. Lucius Antonius; 80 до н. э. — вскоре после 40 года до н. э.) — римский военачальник и политический деятель из плебейского рода Антониев, консул 41 года до н. э., брат Марка Антония. Начал политическую карьеру с квестуры в 50 году до н. э. Некоторое время управлял провинцией Азия. В 44 году до н. э. был народным трибуном и в этом качестве занимался аграрным переделом в Италии, добился принятия закона, расширившего полномочия диктатора Гая Юлия Цезаря. В гражданских войнах, начавшихся после убийства последнего, поддерживал своего брата, возглавившего цезарианскую «партию»; в частности, участвовал в боях под Мутиной в начале 43 года до н. э. Когда Марк Антоний находился на Востоке, Луций представлял его интересы в Италии. Вместе с женой Марка Фульвией в 41 году до н. э. он начал войну против Октавиана, чтобы не допустить чрезмерного усиления этого политика. Был осаждён в Перузии (поэтому война получила название Перузинская) и, не получив ожидаемую поддержку от полководцев брата, в начале 40 года до н. э. капитулировал. Октавиан его пощадил и сделал проконсулом Испании. Предположительно, вскоре после этого назначения Луций Антоний умер.

## Происхождение
Луций Антоний принадлежал к старинному плебейскому роду, который во времена Поздней республики возводил свою родословную к Антону, одному из сыновей Геракла. Их положение в составе римского нобилитета характеризуется в историографии как «незавидное» до конца II века до н. э., когда начал делать карьеру Марк Антоний. Этот нобиль стал одним из лучших ораторов эпохи, консулом в 99 году до н. э. и цензором в 97 году до н. э. Его сыновьями были Гай Антоний Гибрида (консул 63 года до н. э.) и Марк Антоний Кретик, чья карьера из-за ранней смерти оборвалась на претуре. Луций был третьим и последним сыном Кретика — после Марка и Гая.
Мать Луция Антония принадлежала к патрицианскому роду Юлиев, возводившему свою родословную к царям Альба-Лонги, Энею и богине Венере. По этой линии Луций был внуком Луция Юлия Цезаря (консула 90 года до н. э.) и правнуком Марка Фульвия Флакка — консула 125 года до н. э., союзника Гая Семпрония Гракха. Он находился в отдалённом родстве с Гаем Юлием Цезарем.

## Биография

### Ранние годы и начало карьеры
Учитывая дату рождения старшего из братьев-Антониев, Марка, и хронологию карьеры Луция, появление последнего на свет датируют приблизительно 80 годом до н. э. Луций рано потерял отца: Марк Антоний Кретик в 71 году до н. э. умер на Крите. Юлия вышла замуж во второй раз, за патриция и консуляра Публия Корнелия Лентула Суру. Этот нобиль участвовал в заговоре Катилины и был казнён в конце 63 года до н. э.
Первое упоминание о Луции Антонии в источниках относится к 54 году до н. э. Тогда он вместе с братом Гаем претендовал на роль обвинителя в процессе Авла Габиния, обвинявшегося в вымогательстве. Но обвинителем стал Гай Меммий. В 50 году до н. э. Луций занял должность квестора, с которой начинался cursus honorum, и отправился в Азию вместе с пропретором Квинтом Минуцием Термом. Когда наместник готовился к возвращению в Рим, не дождавшись преемника, он сначала планировал оставить вместо себя не квестора, как это было принято, а одного из легатов. Но Марк Туллий Цицерон, находившийся в то время в соседней Киликии, в письме посоветовал Терму сделать выбор в пользу именно Луция. Иное решение, по мнению Цицерона, стало бы для Луция бесчестьем и сделало бы врагами Терма всех братьев-Антониев.
Квинт Минуций последовал этому совету, и Луций на некоторое время остался во главе провинции (в 49 году до н. э.). По словам Цицерона, уже тогда он был «влиятельным молодым человеком» и мог в течение трёх лет сделать новый шаг в своей карьере — к должности народного трибуна. Но этот прогноз не осуществился: трибунат Луция пришёлся на 44 год до н. э. В начале года Луций выдвинул инициативу, существенно расширявшую полномочия диктатора Гая Юлия Цезаря: она предполагала, что половину магистратов (за исключением консулов) Цезарь мог назначать без выборов. При этом остаётся неясным ситуация с консулами — мог ли диктатор назначать обоих или здесь сохранился старый порядок избрания. Соответствующий закон был принят.
Вскоре после убийства Цезаря, в апреле 44 года до н. э., Луций добился принятия аграрного закона. Точной информации о содержании этого закона в источниках нет. Предположительно речь шла о разделе оставшихся земель из государственного фонда между ветеранами и о выкупе земли у частных лиц для тех же целей. Реализацией этого начинания занялась комиссия из семи человек, в которую вошли Луций и его брат Марк. Известно, что Цицерон в связи с этим беспокоился за судьбу своих владений, но Луций успокоил его своим письмом. Аграрная деятельность Антония сделала его популярным у народа: трибун был признан патроном всех триб, военных трибунов и всадников, в его честь воздвигли несколько статуй.
В мае 44 года до н. э., когда в Рим прибыл приёмный сын Цезаря Октавиан, именно Луций дал ему право обратиться к народу на сходке (contio). По истечении трибунских полномочий (после 10 декабря) он отправился в Тибур к брату Марку, стоявшему там с легионами. На тот момент Марк Антоний возглавлял цезарианскую «партию», противостоявшую сенату; Цицерон в одной из своих филиппик утверждает, что Луций угрожал брату смертью из-за того, что тот хотел примириться с сенаторами. Политическое противостояние вскоре перешло в очередную гражданскую войну. Марк Антоний осадил в Мутине одного из убийц Цезаря Децима Юния Брута Альбина, и Луций привёл к нему легион. Известно, что во время Мутинской войны Луций взял хитростью Парму, в которой, по словам Цицерона, проявил «величайшую жестокость» и «бесчеловечность».
15 апреля 43 года до н. э. Марк Антоний был атакован армией консулов и Октавиана у Галльского Форума. Луций в этот день охранял лагерь цезарианцев. Чтобы отвлечь на себя часть вражеских сил, он атаковал лагерь сенатской армии. В этом бою Антонии победили, но 21 апреля под Мутиной они потерпели поражение и были вынуждены отступить к Альпам. Римский сенат, узнав об этом, объявил и Луция, и Марка «врагами государства». Луций возглавлял авангард. В первой половине мая он уже был в Нарбонской Галлии, у города Форум Юлия; наместники двух Галлий, Луций Мунаций Планк и Марк Эмилий Лепид, преградили ему путь. В дальнейшем Марк Антоний заключил союз с Лепидом и Планком, но Луций не упоминается в источниках в связи с этими событиями.

### Перузинская война
Следующее упоминание о Луции относится к 41 году до н. э. К этому времени Марк Антоний, Марк Эмилий Лепид и Октавиан объединились в рамках Второго триумвирата, разгромили убийц Цезаря и установили контроль над всей Римской державой. Луций стал консулом 41 года до н. э. вместе с Публием Сервилием Исавриком (обязательный этап претуры он, по-видимому, не прошёл). Марк Антоний находился в те годы на Востоке, и Луций должен был представлять интересы брата в Италии. Октавиан в соответствии с заключенным ранее соглашением начал наделять ветеранов землёй, конфискованной у италийских муниципиев; Луций и жена Марка Фульвия вмешались в этот процесс, боясь, что Октавиан припишет себе все заслуги, перетянет армию на свою сторону и получит таким образом слишком много власти. Они потребовали от Октавиана, чтобы он включил в состав земельных комиссий друзей Марка. Тот, допуская, что за протестующими может стоять его коллега по триумвирату, уступил.
Вскоре по Италии распространилось недовольство деятельностью комиссий, которые отбирали землю у местных общин, чтобы передать её ветеранам. Луций встал на сторону недовольных: он заявил, что аграрный передел происходит по инициативе Октавиана и что Марк Антоний сложит с себя полномочия и восстановит республику сразу по возвращении с Востока. Чтобы доказать свою преданность брату, Луций добавил к своему имени когномен Пий. Фульвия, сначала недовольная всем этим (по словам Аппиана, она «говорила, что Луций не вовремя затевает распрю»), вскоре тоже изменила свою позицию и стала даже подстрекать Луция к обострению ситуации. Вследствие ряда инцидентов к осени 41 года до н. э. дело дошло до полноценной войны.
На тот момент Луций командовал 6 легионами. У Октавиана было только 4, но он вызвал из Испании ещё 6. При этом по Италии были рассредоточены 13 легионов Луция Мунация Планка, Гая Азиния Поллиона и Публия Вентидия Басса, подчинявшихся Марку Антонию, а в Галлии стояли 11 легионов Квинта Фуфия Калена и всё зависело от того, какое участие все эти силы примут в конфликте. Луция поддержали очень многие италики, а также существенная часть римской знати. В сентябре 41 года до н. э. он занял Рим; горожане приветствовали его восторженно и провозгласили императором. Но вскоре ему пришлось отступить в Перузию, где Луций был осаждён войсками Октавиана. Фульвия предприняла меры, чтобы помочь деверю: сначала она побудила Калена, Поллиона и Басса пойти на прорыв блокады, но те действовали не слишком энергично и ушли ни с чем; потом она повела к Перузии армию Планка, но и та была отбита.
Город ожесточённо сопротивлялся до конца зимы 40 года до н. э. Параллельно шла пропагандистская война. Октавиан распространял слухи, будто война началась исключительно из-за женского эгоизма Фульвии, которая подчинила себе Луция. Последний со своей стороны обвинял Октавиана в распутстве, говоря, «будто свою невинность, початую Цезарем, тот предлагал потом в Испании и Авлу Гирцию за триста тысяч сестерциев, и будто икры себе он прижигал скорлупою ореха, чтобы мягче был волос».
Тем временем в осаждённом городе начался голод. Луций запретил кормить рабов, но и выпускать их из города тоже было нельзя: они рассказали бы Октавиану о бедственном положении защитников Перузия. Поэтому рабы толпами бродили по городу, ели траву и листья и умирали. Наконец, в конце февраля или начале марта Луций был вынужден сдаться. Победители жестоко расправились с горожанами, а вот из армии Антония никто не пострадал, включая её командира: на этом настояли солдаты Октавиана.

### Конец жизни
Октавиан не только пощадил Луция, но и предоставил ему свободу, разрешив отправиться к Марку. Но тот предпочёл Востоку Испанию; Октавиан назначил его наместником этого региона. Больше Луций не упоминается в сохранившихся источниках. По-видимому, он умер вскоре после окончания Перузинской войны.

## Оценки личности и деятельности
Марк Туллий Цицерон в своих филиппиках отзывается о Луции Антонии резко негативно. При этом он ограничивается крайне общими формулировками, тогда как, говоря о Марке Антонии, упоминает множество компрометирующих обстоятельств. Только одну конкретную вещь ставит оратор в вину Луцию: последний во время пребывания в Азии сражался как гладиатор против одного своего друга. Антоний был вооружён как мурмиллон, его противник — как фракиец; Луций убил друга. Насколько эта история соответствует действительности, установить невозможно.
Античные авторы по-разному оценивают мотивы Луция Антония во время Перузинской войны. Аппиан называет Луция «приверженцем демократии», недовольным властью триумвирата; Дион Кассий считает, что Луций отстаивал интересы своего брата. В источниках распространено мнение, что Луций находился под влиянием Фульвии, которая и стала основным инициатором войны.
Антиковеды отмечают, что в любом случае Перузинская война означала для Рима возрождение республиканской идеи, особенно неожиданное, поскольку его инициатором стали люди из ближайшего окружения монархиста Марка Антония. Позже наследником Луция в качестве носителя этой идеи стал — во многом против своей воли — Секст Помпей Магн. Поражение Луция означало конец гражданских войн для Италии и консолидацию западной части Римской державы под властью Октавиана. Советская исследовательница Людмила Туркина назвала эту войну «борьбой экспроприируемых собственников против экспроприирующих их низов»